# Кордон (Косинский район)
Кордон — посёлок в Косинском районе Пермского края. Входит в состав Косинского сельского поселения. Располагается северо-восточнее районного центра, села Коса. Расстояние до районного центра составляет 3 км. По данным Всероссийской переписи населения 2010 года, в посёлке проживало 1100 человек (528 мужчин и 572 женщины).

## История
По данным на 1 июля 1963 года, в посёлке проживало 1283 человека. Населённый пункт входил в состав Косинского сельсовета.